# Fischmob
Fischmob est un groupe allemand de hip-hop alternatif, originaire de Hambourg, actif entre 1993 et 1998.

## Histoire
En 1993, Sven Mikolajewicz, Daniel Sommer, Rafael Stachowiak et Stefan Kozalla forment un groupe, issu de TBC Attack et Daily Opressors, originaires de Hambourg et Flensbourg. En 1994, le projet, qui s'appelait alors TBC Attack + Fischmob, se sépare de la première partie de son nom, et s'appelle désormais uniquement Fischmob.
En 1994, le premier single Ey, Aller sort suivi la même année par Bonanzarad. En 1995, le premier album Männer kann seine Gefühle nicht zeigen sort. Il contient des chansons critiques sur la société (Du nennst mich Penner), des morceaux sérieux, quelques chansons humoristiques (Hasch un Rock et Jazzmusik und Alkohol), ainsi que des expérimentations électroniques. Cosmic DJ et DJ Koze participent ensuite au single Nordisch by Nature de Fettes Brot. Peu de temps après, Fischmob fait la première partie de Die Ärzte en Allemagne, après quoi leur agent artistique Axel Schulz reprend le management. Sven Francisco et DJ Koze commencent des projets solo avec respectivement Mikolajewicz et Adolf Noise.
Le deuxième album, Power, sort en 1998. Le morceau Susanne zur Freiheit sort en single et atteint la 72e place du classement allemand des singles. Il fait notamment participer Dendemann, les Stieber Twins, Smudo, et Michael Beck de Die Fantastischen Vier. L'album atteint la 29e place sans diffusion notable de MTV ou VIVA.
Le groupe se sépare lorsque Sven Francisco annonce son départ. Celui-ci, qui collabore également avec lotte ohm. et Christian von Aster (Hinter diesen Mauern, extrait de Dungeon Keeper 2, classée 44e en Allemagne),,  poursuit ses projets solo orientés vers l'ambiance sous son nom de famille Mikolajewicz et Stachy sous le nom de Hofuku Sochi, tandis que Koze et Cosmic fondent le groupe International Pony avec Erobique. Koze travaille régulièrement comme DJ, fonde en 2010 son propre label discographique, Pampa Records, et publie des disques sous son propre nom ou sous le nom d'Adolf Noise. 

## Discographie

### Albums studio
- 1995 : Männer können seine Gefühle nicht zeigen
- 1998 : Power (29e place des charts allemands[5])

### EP
- 1995 : In Orange (vinyle)

### Singles
- 1994 : Ey Aller
- 1994 : Bonanzarad
- 1997 : Ich hab Dich lieb!
- 1997 : The Doors of Passion
- 1997 : Tranquilo
- 1997 : Triggerflanke
- 1998 : Susanne zur Freiheit (72e place des charts allemands[5])
- 1998 : Du (äh Du)

### Clips
- 1997 : WDR Rockpalast (filmé au Bizarre-Festival 1997)